# Prevent Cancer Foundation
Prevent Cancer Foundation (PCF) (antes chamada Cancer Research Foundation of America ou Cancer Research and Prevention Foundation) é uma caridade situada nos Estados Unidos, e uma das principais organizações de saúde norte-americanas dedicadas à detecção prematura e prevenção do câncer.

## Descrição
Desde sua fundação em 1985, a fundação teve um papel importante na promoção da prevenção ao câncer, arrecadou mais de US$120 milhões à pesquisa contra o câncer, disseminou informações ao público sobre como prevenir o câncer, e participou em desenvolvimento comunitário. A Prevent Cancer Foundation atende os 20 Padrões de Ética de Caridade delineados pelo Better Business Bureau. A fundação tem uma classificação de 3 entre 4 estrelas pelo Charity Navigator. Ela também é uma das caridades contra o câncer recomendadas pela Philanthropedia.

## Trabalhos
A PCF realiza conferências profissionais por todo o território norte-americano para aqueles envolvidos em áreas relacionadas ao câncer. A fundação já financiou cerca de 300 cientistas, mais de 430 projetos revisados de pesquisa em 39 estados, três no Canadá, em mais de 150 das principais instituições de pesquisa no país; além disso, a fundação trabalha na conscientização sobre o câncer e educa o público através de mostras, distribuição de material, e trabalho com a mídia. Tal educação pública busca ensinar pessoas como diminuir as chances de se desenvolver câncer, bem como ensinar como detectar os primeiros sinais da manifestação da doença. O trabalho da fundação na prevenção de câncer colorretal estabeleceu uma estrutura para profissionais da saúde para colaborar na detecção e prevenção desse tipo de câncer, algo antes inexistente, e teve grande influência na Colina do Capitólio, particularmente por seus esforços em aprovar legislações para detecção de câncer colorretal.
Aliada à American Association for Cancer Research (AACR, Associação Americana para Pesquisas sobre o Câncer), a PCF concede anualmente o Prêmio AACR-PCF pelas Descobertas sobre Prevenção do Câncer ao cientista com as contribuições mais significativas ao estudo da prevenção ao câncer em um dos seguintes campos: ciências fundamentais, ciências translacionais, ciências clínicas, epidemiologia, ou ciências comportamentais.